# VakıfBank Spor Kulübü 2017-2018
Questa voce raccoglie le informazioni riguardanti il VakıfBank Spor Kulübü nelle competizioni ufficiali della stagione 2017-2018.

## Organigramma societario
Area direttiva
- Presidente: İlker Ayıcı

Area tecnica
- Allenatore: Giovanni Guidetti
- Allenatore in seconda: Saim Pakkan, Mauricio Thomas

## Rosa
| N° | Nome             | Ruolo | Data di nascita  | Nazionalità sportiva |
| -- | ---------------- | ----- | ---------------- | -------------------- |
| 1  | Gizem Örge       | L     | 26 aprile 1993   | Turchia              |
| 2  | Gözde Kırdar     | S     | 26 giugno 1985   | Turchia              |
| 3  | Cansu Özbay      | P     | 17 ottobre 1996  | Turchia              |
| 4  | Buket Gülübay    | P     | 28 febbraio 1999 | Turchia              |
| 5  | Zhu Ting         | S     | 29 novembre 1994 | Cina                 |
| 6  | Kübra Akman      | C     | 13 ottobre 1994  | Turchia              |
| 7  | Kelsey Robinson  | S     | 25 giugno 1992   | Stati Uniti          |
| 8  | Melis Gürkaynak  | C     | 20 aprile 1990   | Turchia              |
| 9  | Ayça Aykaç       | L     | 27 febbraio 1996 | Turchia              |
| 10 | Lonneke Slöetjes | O     | 15 novembre 1990 | Paesi Bassi          |
| 11 | Naz Aydemir      | P     | 14 agosto 1990   | Turchia              |
| 12 | Ebrar Karakurt   | O     | 17 gennaio 2000  | Turchia              |
| 14 | Melis Durul      | O     | 21 gennaio 1993  | Turchia              |
| 16 | Milena Rašić     | C     | 25 ottobre 1990  | Serbia               |
| 17 | Tuğba Şenoğlu    | S     | 2 febbraio 1998  | Turchia              |
| 18 | Zehra Güneş      | C     | 7 luglio 1999    | Turchia              |

## Statistiche

### Statistiche di squadra
| Competizione     | Punti  | In casa | In casa | In casa | In trasferta | In trasferta | In trasferta | Totale | Totale | Totale |
| Competizione     | Punti  | G       | V       | P       | G            | V            | P            | G      | V      | P      |
| ---------------- | ------ | ------- | ------- | ------- | ------------ | ------------ | ------------ | ------ | ------ | ------ |
| Sultanlar Ligi   | 57,415 | 15      | 13      | 2       | 16           | 13           | 3            | 31     | 26     | 5      |
| Coppa di Turchia | -      | 0       | 0       | 0       | 0            | 0            | 0            | 3      | 3      | 0      |
| Supercoppa turca | -      | -       | -       | -       | -            | -            | -            | 1      | 1      | 0      |
| Champions League | 17     | 5       | 5       | 0       | 5            | 5            | 0            | 12     | 12     | 0      |
| Totale           | -      | 20      | 18      | 2       | 21           | 18           | 3            | 47     | 42     | 5      |

G = partite giocate; V = partite vinte; P = partite perse

### Statistiche dei giocatori
| Giocatore    | Campionato | Campionato | Campionato | Campionato | Campionato | Coppa di Turchia | Coppa di Turchia | Coppa di Turchia | Coppa di Turchia | Coppa di Turchia | Supercoppa turca | Supercoppa turca | Supercoppa turca | Supercoppa turca | Supercoppa turca | Champions League | Champions League | Champions League | Champions League | Champions League | Totale | Totale | Totale | Totale | Totale |
| Giocatore    | P          | PT         | AV         | MV         | BV         | P                | PT               | AV               | MV               | BV               | P                | PT               | AV               | MV               | BV               | P                | PT               | AV               | MV               | BV               | P      | PT     | AV     | MV     | BV     |
| ------------ | ---------- | ---------- | ---------- | ---------- | ---------- | ---------------- | ---------------- | ---------------- | ---------------- | ---------------- | ---------------- | ---------------- | ---------------- | ---------------- | ---------------- | ---------------- | ---------------- | ---------------- | ---------------- | ---------------- | ------ | ------ | ------ | ------ | ------ |
| K. Akman     | 27         | 176        | 100        | 53         | 23         | 3                | 18               | 13               | 5                | 0                | 1                | 8                | 4                | 4                | 0                | 10               | 66               | 37               | 21               | 8                | 41     | 268    | 154    | 83     | 31     |
| N. Aydemir   | 30         | 64         | 13         | 26         | 25         | 3                | 2                | 1                | 1                | 0                | 1                | 4                | 1                | 1                | 2                | 11               | 26               | 9                | 10               | 7                | 45     | 96     | 24     | 38     | 34     |
| A. Aykaç     | 23         | 2          | 0          | 2          | 0          | 0                | 0                | 0                | 0                | 0                | 0                | 0                | 0                | 0                | 0                | 5                | 0                | 0                | 0                | 0                | 28     | 2      | 0      | 2      | 0      |
| M. Durul     | 23         | 85         | 77         | 6          | 2          | 1                | 2                | 2                | 0                | 0                | 0                | 0                | 0                | 0                | 0                | 6                | 6                | 5                | 0                | 1                | 30     | 93     | 84     | 6      | 3      |
| B. Gülübay   | -          | -          | -          | -          | -          | -                | -                | -                | -                | -                | -                | -                | -                | -                | -                | -                | -                | -                | -                | -                | -      | -      | -      | -      | -      |
| Z. Güneş     | 22         | 114        | 69         | 36         | 9          | 1                | 12               | 4                | 7                | 1                | 0                | 0                | 0                | 0                | 0                | 6                | 21               | 8                | 10               | 3                | 29     | 147    | 81     | 53     | 13     |
| M. Gürkaynak | 14         | 30         | 17         | 13         | 0          | 1                | 0                | 0                | 0                | 0                | 1                | 0                | 0                | 0                | 0                | 4                | 5                | 1                | 1                | 3                | 20     | 35     | 18     | 14     | 3      |
| E. Karakurt  | 0          | 0          | 0          | 0          | 0          | -                | -                | -                | -                | -                | -                | -                | -                | -                | -                | 1                | 0                | 0                | 0                | 0                | 1      | 0      | 0      | 0      | 0      |
| G. Kırdar    | 26         | 184        | 146        | 28         | 10         | 2                | 25               | 21               | 3                | 1                | 1                | 6                | 5                | 0                | 1                | 11               | 114              | 89               | 21               | 4                | 40     | 329    | 261    | 52     | 16     |
| G. Örge      | 26         | 0          | 0          | 0          | 0          | 3                | 0                | 0                | 0                | 0                | 1                | 0                | 0                | 0                | 0                | 12               | 0                | 0                | 0                | 0                | 42     | 0      | 0      | 0      | 0      |
| C. Özbay     | 27         | 51         | 15         | 9          | 27         | 2                | 0                | 0                | 0                | 0                | 0                | 0                | 0                | 0                | 0                | 9                | 12               | 2                | 2                | 8                | 38     | 63     | 17     | 11     | 35     |
| M. Rašić     | 22         | 181        | 99         | 68         | 14         | 3                | 31               | 21               | 6                | 4                | 1                | 4                | 1                | 3                | 0                | 12               | 139              | 74               | 48               | 17               | 38     | 355    | 195    | 125    | 35     |
| K. Robinson  | 30         | 198        | 161        | 19         | 18         | 3                | 7                | 6                | 1                | 0                | 1                | 1                | 0                | 0                | 1                | 11               | 34               | 28               | 4                | 2                | 45     | 240    | 195    | 24     | 21     |
| T. Şenoğlu   | 19         | 78         | 58         | 11         | 9          | 1                | 11               | 7                | 2                | 2                | 0                | 0                | 0                | 0                | 0                | 3                | 1                | 1                | 0                | 0                | 23     | 90     | 66     | 13     | 11     |
| L. Slöetjes  | 29         | 411        | 347        | 27         | 37         | 3                | 39               | 36               | 1                | 2                | 1                | 15               | 11               | 2                | 2                | 12               | 150              | 117              | 15               | 18               | 45     | 615    | 511    | 45     | 59     |
| Zhu T.       | 26         | 383        | 320        | 43         | 20         | 3                | 59               | 49               | 8                | 2                | 1                | 15               | 10               | 5                | 0                | 12               | 229              | 188              | 24               | 17               | 42     | 686    | 567    | 80     | 39     |

P = presenze; PT = punti totali; AV = attacchi vincenti; MV = muri vincenti; BV = battute vincenti